# Fau-de-Peyre
Fau-de-Peyre (en occitano Lo Faou) era una comuna francesa situada en el departamento de Lozère, de la región de Occitania, que el 1 de enero de 2017 pasó a ser una comuna delegada de la comuna nueva de Peyre-en-Aubrac al fusionarse con las comunas de Aumont-Aubrac, Javols, La Chaze-de-Peyre, Sainte-Colombe-de-Peyre y Saint-Sauveur-de-Peyre.

## Demografía
| Gráfica de evolución demográfica de Fau-de-Peyre entre 1800 y 2014 |
|                                                                    |

Los datos demográficos contemplados en este gráfico de la comuna de Fau-de-Peyre se han cogido de 1800 a 1999 de la página francesa EHESS/Cassini, y los demás datos de la página del INSEE.